# Бег босиком
Бег босиком, или «естественный бег» — это бег без обуви. Учитывая особенности техники бега и воздействие на ноги, сюда относится и бег в минималистической или в босо-обуви. На протяжении человеческой истории, бег босиком был естественным путём эволюции и важной частью культуры, а такие народы, как Тараумара в Мексике, практикуют его и сегодня. Бег босиком стал популярным во второй половине XX века, когда известные олимпийские бегуны, такие как Абебе Бикила, Брюс Таллох и Золя Бадд, пробежали дистанции босиком. Научные исследования о практике бега босиком не пришли к чёткому консенсусу в отношении того, перевешивает ли польза от бега босиком его возможные риски. Поэтому фраза «посоветуйтесь с врачом, если у вас диабет, были переломы и проблемы с кровообращением нижних конечностей» оправданно присутствуют в любых инструкциях. В то время как обувь обеспечивает защиту ног от порезов, ушибов и погоды, сторонники бега босиком утверждают, что бег босиком здоровее для ног, — уменьшается риск развития хронических травм от ударного контакта пятки с грунтом.
Чтобы совместить преимущества бега босиком и в обуви, существуют различные типы босо-обуви, в том числе с тонкой и гибкой подошвой, как традиционные мокасины и шлёпанцы хуараче, так и современные варианты, такие, как Feelmax, Vibram FiveFingers и Vivobarefoot.

## История
На протяжении большей части человеческой истории бег существовал босиком или в обуви с тонкой подошвой, такой как мокасины. Эта практика продолжается и сегодня в Кении и в северной части Мексики среди племени тараумара. Историки считают, что бегуны из Древней Греции бегали босиком. Согласно легенде, Фидиппид, первый марафонец, пробежал от Афин до Спарты менее чем за 36 часов. После битвы при Марафоне он сказал, что он прибежал в Афины прямо с поля боя, чтобы сообщить афинянам о победе над Персией.
Современный бег босиком стал известен в 1960 году, когда Абебе Бикила из Эфиопии выиграл олимпийский марафон в Риме босиком, обнаружив, что у Адидаса, олимпийского поставщика обуви, кончилась обувь нужного размера. Он получил обувь, которая была слишком мала, поэтому он решил просто бежать босиком. При этом Бикила тренировался бегать босиком до Олимпиады. Он продолжит, и защитит свой олимпийский титул четыре года спустя в Токио, уже в обуви и установив новый мировой рекорд.
Британский бегун Брюс Таллох участвовал во многих забегах в 1960-х босиком, и завоевал золотую медаль на дистанции 5000 м на чемпионате Европы 1962.
В 1970-х Шивнат Сингх, один из величайших бегунов Индии на длинные дистанции, был известен тем, что всегда бежал босиком с ленточкой на ноге.
В 1980-х южноафриканская бегунья, Золя Бадд, бегала босиком как на тренировках, так на соревнованиях. Она выиграла в 1985 и 1986 чемпионаты мира по кроссу и участвовала в Олимпийских играх 1984 года в Лос-Анджелесе.
Кенийская бегунья Тегла Лорупе пробегала босиком 10 км (6,2 миль) в школу и обратно каждый день в возрасте семь лет. Она хорошо зарекомендовала себя на соревнованиях в школе, и в 1988 году выиграла престижные соревнования на пересечённой местности босиком. Она продолжила бегать, как босиком так и в обуви, в нескольких международных турнирах, марафонах и полумарафонах. Она выиграла на Играх доброй воли 10 000 метров босиком и была первой африканской женщиной, выигравшей Нью-Йоркский марафон в 1994 году, и снова в 1998 году.
В начале XXI века бег босиком получил сильный толчок в популяризации. Организаторы 2010 Нью-Йоркского марафона наблюдали рост числа босых бегунов, участвующих в мероприятии. Всплеск популярности наблюдается после публикации в 2009 году книги Кристофера Макдугалла «Рождённый бежать». В Соединенных Штатах в ноябре 2009 года в качестве национального клуба основано «Общество босого бега» (англ. Barefoot Runners Society). К ноябрю 2010 года, организация заявила о 1345 членах, что почти вдвое больше 680 членов, бывших при основании.
Один босой бегун, Рик Рубер, бегал босиком с 2003 года, и пробежал более 50 марафонов, 2 ультрамарафона по 40 миль, всего более чем 17 000 миль (27 359 км) — все босиком.

## Здоровье и медицинские последствия
Со второй половины XX века было много научных и медицинских споров о пользе и вреде бега босиком. 1970-е годы, в частности, в западных странах увидели возрождающийся интерес к бегу трусцой. Тогда были разработаны и появились в продаже современные беговые кроссовки. С тех пор беговые кроссовки часто обвиняют в росте числа травм, и много бегунов перешли на бег босиком, чтобы избавиться от хронических травм. Американская медицинская ассоциация предостерегает потенциальных бегунов босиком, заявив, что до сих пор не имеется достаточных исследований и что люди должны проконсультироваться у ортопеда с большим опытом в области спортивной медицины, чтобы сделать обоснованное решение по всем аспектам их бега. Люди с диабетом или другие, которые жалуются на ощущения в ногах, подвергаются большему риску получения травмы, и им не советуют бегать босиком.
Структура человеческой стопы и голени очень эффективно поглощает удар от контакта и превращает энергию падения в поступательное движение, через пружинящий механизм естественной арки ступни. Анализ замедленной видеозаписи движения ног бегунов показывает поразительные различия между привычно обутыми бегунами и бегунами босиком. Нога обутого бегуна обычно приземляется с начальным ударом пяткой, в то время как нога бегуна босиком входит в контакт с дорожкой более упруго подушечкой стопы. Кроме того, остановка ноги на дорожке короче и частота шагов выше. При взгляде на мышечную активность (электромиография), исследования показали высокую предварительную активацию мышц сгибателей подошвы, когда бегут босиком. Это подготавливает опорно-двигательный аппарат к контакту с землёй, мышечная активность до контакта зависит от ожидаемого удара. Ударную нагрузку в этом случае берут на себя мышцы и сухожилия стопы, голени и бедра. А это уже совсем другое дело: если суставы от ударов травмируются, то мышцы и сухожилия (при условии постепенного увеличения нагрузки) только тренируются и становятся крепче.
Такой мягкий шаг позволяет избежать очень болезненного и тяжёлого удара, который эквивалентен двум-трём массам тела. «Люди, которые не носят обувь, когда они бегут, имеют совершенно другой контакт с грунтом», — сказал Даниэль Е. Либерман, профессор эволюционной биологии человека в Гарвардском университете и соавтор работы, напечатанной в журнале Nature. «При шаге на середину или переднюю часть стопы, бегун босиком не испытывает почти никакого влияния от удара».
Врачи в США сообщают об увеличении числа травм икроножных мышц, ахиллова сухожилия и переломов плюсневой кости, которые они приписывают бегунам босиком, которые пытаются начать слишком быстро, без необходимых тренировок.
Кроссовки также были рассмотрены в качестве возможной причины многих травм. Одно исследование 1991 года показало, что владельцы дорогих кроссовок, имевших специальные функции, такие, как дополнительный амортизатор, были травмированы значительно чаще, чем бегуны в недорогих ботинках. Кроме того, было установлено, что бег в обычной обуви увеличивает нагрузку на коленные суставы до 38 %. Неправильно подобранная обувь может также привести к травмам, таким как подногтевая гематома — сгусток из крови под ногтем на пальце ноги.

## Техника бега босиком
Единственные бегуны, которые сохранили естественную технику бега — африканские спортсмены, никогда не носившие обувь. Остальным, привыкшим к каблуку с амортизацией, рекомендуется сразу отучиться приземляться на пятку при беге. Начинать бегать понемногу и по мягкому грунту, песку пляжа, траве. Начинают работать мышцы икры, в полной мере ахиллесово сухожилие. Процесс может быть очень болезненным, как и любая тренировка, и требует плавности. Например, при покупке обуви некоторых фирм покупатель получает также рекомендации по безопасному освоению новой (на деле старой) техники. Среди прочего в этих курсах есть:
- Правило 10 % — если привык пробегать 4-9 км в день, начни с 400 −900 м в босо-обуви и увеличивай дистанцию на 10 % в неделю.
- После приземления на подушечку стопы, начинающему стоит опускать на землю и пятку, — бег на одних носках слишком нагружает ахиллесово сухожилие. Для асфальта этот совет следует принимать с осторожностью.
- Ноги никогда не выпрямлены полностью — это автоматически гарантирует правильное приземление, то есть не на пятку.
- Движение ног напоминает вращение педалей, тело само непрерывно падает вперёд, силы не тратятся на толчки вперёд-вверх. Ноги касаются земли прямо под центром тяжести бегуна, ни в коем случае не впереди его.
- Шаги заметно короче, но их темп быстрее — босиком около 180 шагов в минуту.[6]

Привыкание длится несколько месяцев, ускорять естественный процесс — опасно, можно получить травму.

## Минималистическая обувь
Существует альтернатива — ходить босиком, но носить тонкие ботинки с минимумом амортизации. Это то, что люди носили в течение тысяч лет до 1980-х годов, когда была изобретена «современная беговая обувь».
Некоторые современные производители обуви в последнее время разработали обувь, чтобы имитировать ходьбу босиком, поддерживая оптимальную гибкость и естественную ходьбу, также обеспечивая некоторую степень защиты. Цель этих изобретений — корректировать более тонко стиль бега.